# William Howard Hearst
William Howard Hearst (15 de febrero de 1864 -  29 de septiembre de 1941) fue primer ministro conservador de la provincia canadiense de Ontario de 1914 a 1919. Su gobierno votó una ley permisiva para las mujeres de poder votar en las elecciones provinciales, y un Referéndum sobre la prohibición.
Se realizó una consulta popular el mismo día de los ensayos electorales de 1919. Aunque la Prohibición se aprobó por los electores, el gobierno de Hearst derrotó de manera inesperada por el partido United Farmers de Ontario que disputaban su primera elección.
Fue masón.